# Tisk
Tisk je způsob rozmnožování předlohy, při kterém se tisková barva z tiskové formy přenáší tlakem stroje na papír nebo jiný potiskovaný materiál. Rozlišuje se tisk z výšky, z plochy, z hloubky a průtlačný tisk. Nejčastěji používané tiskové techniky jsou flexotisk, ofset a hlubotisk. Tiskem se v novější době rozumí i grafický výstup z počítače na papír nebo jiná média, kde se používají jiné techniky. Viz Počítačová tiskárna.
V přeneseném významu je tisk souhrnné označení pro periodické tiskoviny (periodika), zejména pro noviny a časopisy.

## Tisk z výšky

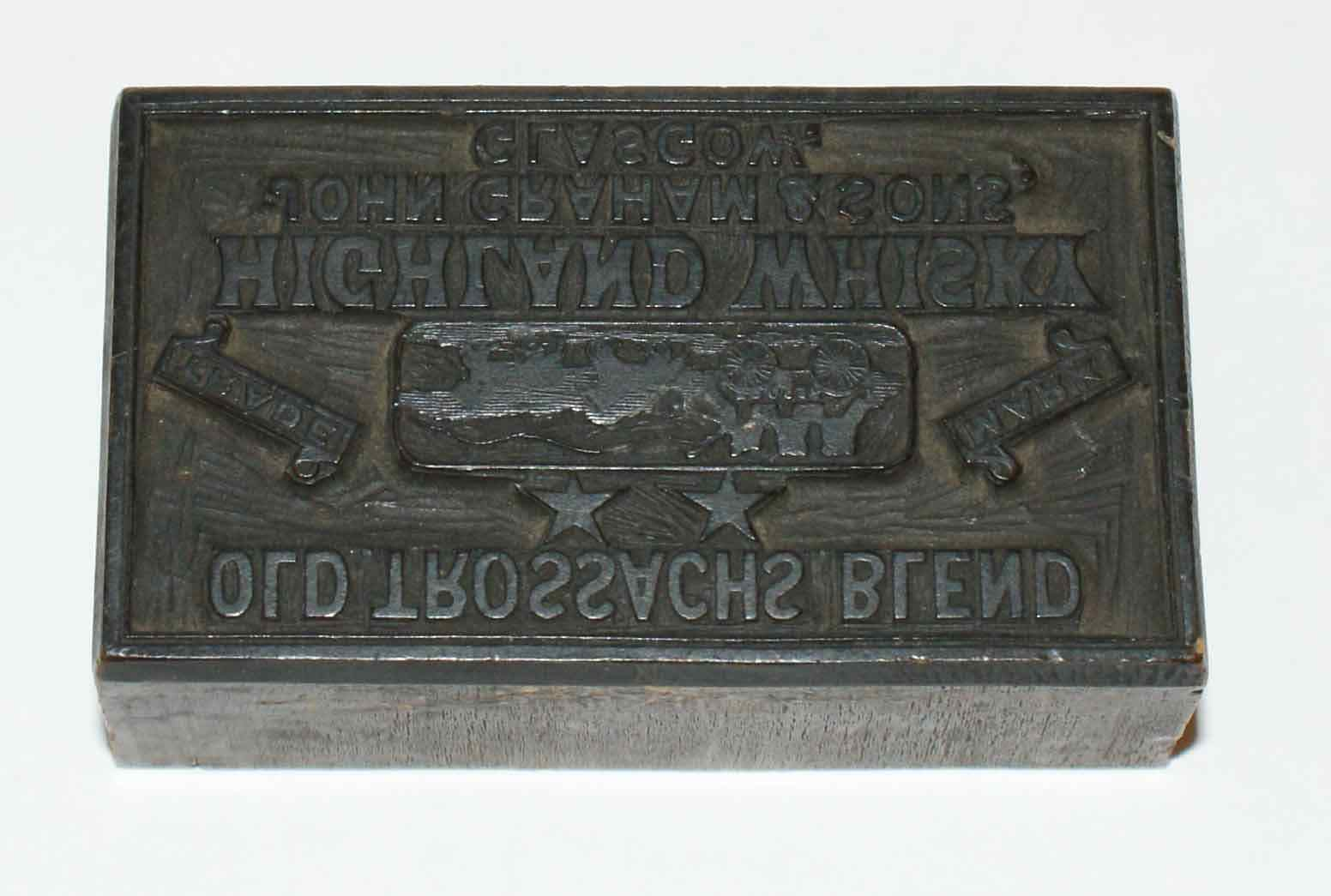
Dřevěný blok pro tisk z výšky

Při tisku z výšky se obarví a tisknou jen vystupující prvky (body) formy, kdežto do prohlubní se barva nedostane.
- Knihtisk: tisková forma čili sazba, nejčastěji z kovu (liteřina) nebo ze dřeva, je vyrobena jako zrcadlový obraz, který se po nanesení barvy pod tlakem otiskne na papír. Užívá se hlavně pro tisk knih, časopisů a drobných příležitostných tisků. Je to nejstarší tisková technika, je však poměrně pracná a dnes ji nahrazují výkonnější postupy.
- Flexotisk: pružná tisková forma z gumy nebo umělé hmoty se vyrábí leptáním nebo pomocí laseru, navlékne na tiskací válec a otiskuje. Užívá se hlavně pro potiskování umělých hmot, fólií, lepenky a podobně.
- Na podobném principu fungují razítka, která se ovšem otiskují ručně.

## Tisk z plochy

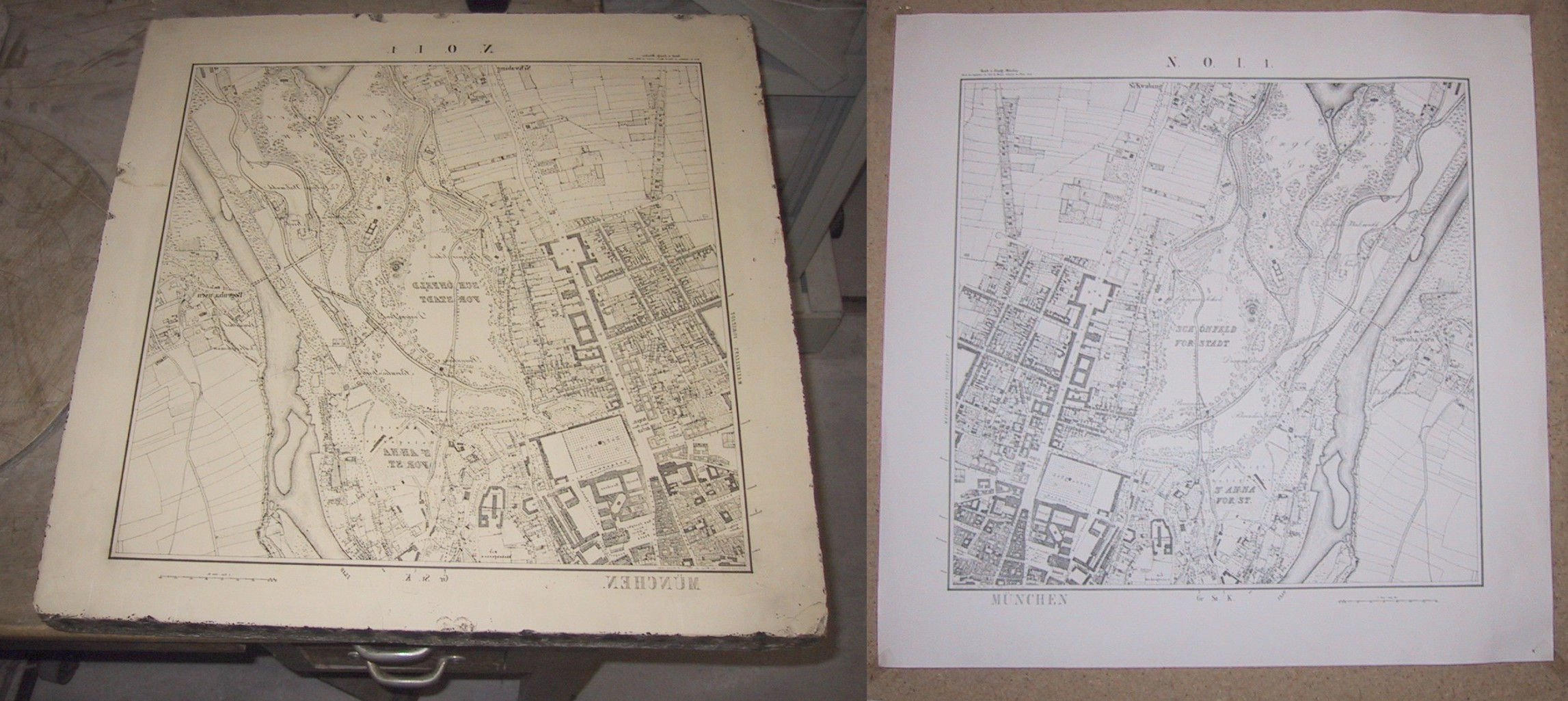
Litografický kámen a obtisk

Tisknoucí i netisknoucí prvky (body) jsou ve stejné úrovni a liší se od sebe jen fyzikálně-chemickými vlastnostmi povrchu. Při použití mastných tiskařských barev musí být tisknoucí místa oleofilní, čili přijímat barvu a odpuzovat vodu. Netisknoucí místa jsou naopak hydrofilní, čili přijímají vodu a odpuzují barvu. Tisková forma se smáčí vodným roztokem a pak se na ni nanáší (navaluje) tisková barva.
- Litografie užívá plochou tiskovou formu z jemného vápence, na níž se vytvoří kresba mastnou tuší nebo pastelkou. Zbylá plocha se navlhčí, takže barvu nepřijímá. Litografie se dlouho používala pro tisk obrázků, dnes slouží jako umělecká technika a v upravené podobě při výrobě polovodičů (elektronová litografie).
- Světlotisk užívá formu se světlocitlivým povrchem. Po osvitu a vyvolání vzniknou místa, která barvu přijímají a tudíž se otisknou. Světlotisk umožňuje velmi kvalitní reprodukci fotografií, deska však vydrží jen několik set otisků.
- Ofset se od předchozích liší tím, že se jedná o nepřímý tisk: tisková forma se otiskuje na přenosový válec s gumovým potahem, který teprve přenese obraz na papír. Tím odpadá nutnost zrcadlově obrácené formy a forma se méně opotřebovává. Tiskovou formu z plechu nebo umělé hmoty lze upnout na válec a tisknout tak spojitým pohybem. Na přenosový válec lze kromě toho současně přenášet obrazy z několika forem v různých barvách, což usnadňuje přesný soutisk barev. Tento rotační ofset je dnes nejpoužívanější tiskovou technikou, zejména pro barevný tisk, a užívá se od malých rozmnožovacích strojů až po kotoučové stroje - rotačky pro tisk velkých nákladů.

## Tisk z hloubky
Tisknoucí prvky jsou pod úrovní prvků netisknoucích. Na tiskovou formu se nanese barva a ve druhém kroku z jejího povrchu setře. Zbylá barva z prohlubní formy se pak tlakem přenese na papír. To ovšem vyžaduje větší tlak než u tisku z výšky.
- Hlubotisk: tiskové body jsou vyryty nebo vyleptány do povrchu tiskové formy. Nejstarší formou hlubotisku byla mědirytina a ocelorytina, později se formy vytvářely fotografickou cestou a leptáním. V poslední době se hlubotisk opět používá hlavně pro umělecké tisky (lept, suchá jehla).
- Tamponový tisk či tampotisk: obraz vyleptaný v povrchu formy se přenese na silikonový tampon, z něhož se přenáší na potiskovaný předmět. Užívá se k potisku nerovných ploch výrobků, obalů a podobně.

## Průtlačný tisk
Při průtlačném tisku barva prochází tiskovou formou.
- Sítotisk: formu tvoří jemné síto, v netisknoucích místech vyplněné speciálním lakem. Tisknoucím prvkem je volná plocha síta, na netisknoucích místech barva sítem neprojde. Užívá se k potisku nerovných povrchů i pro tisk malých nákladů obrázků na papír, látky i jiné materiály. Sítotisk je oblíben také proto, že nevyžaduje velké stroje. Sítotisk je jedna z nejstarších tiskových technik. První historické poznatky o sítotisku jsou známé až ze starověké Číny.

## Velkoformátový tisk
Velkoformátový tisk je určen jak pro odbornou veřejnost z oblastí CAD, GIS, reprografie a reklamy, tak i pro širokou veřejnost, která s velkými formáty pracuje, např.:
- CAD: plány, schémata, výkresy
- GIS: katastrální mapy, územní plány, inženýrské sítě
- reprografie: fotografie, obrazy, kartografická díla
- reklama: postery, prezentační materiály, loga
- široká veřejnost: plakáty, projekty a studie, přílohy seminárních a diplomových prací

## Tiskové stroje

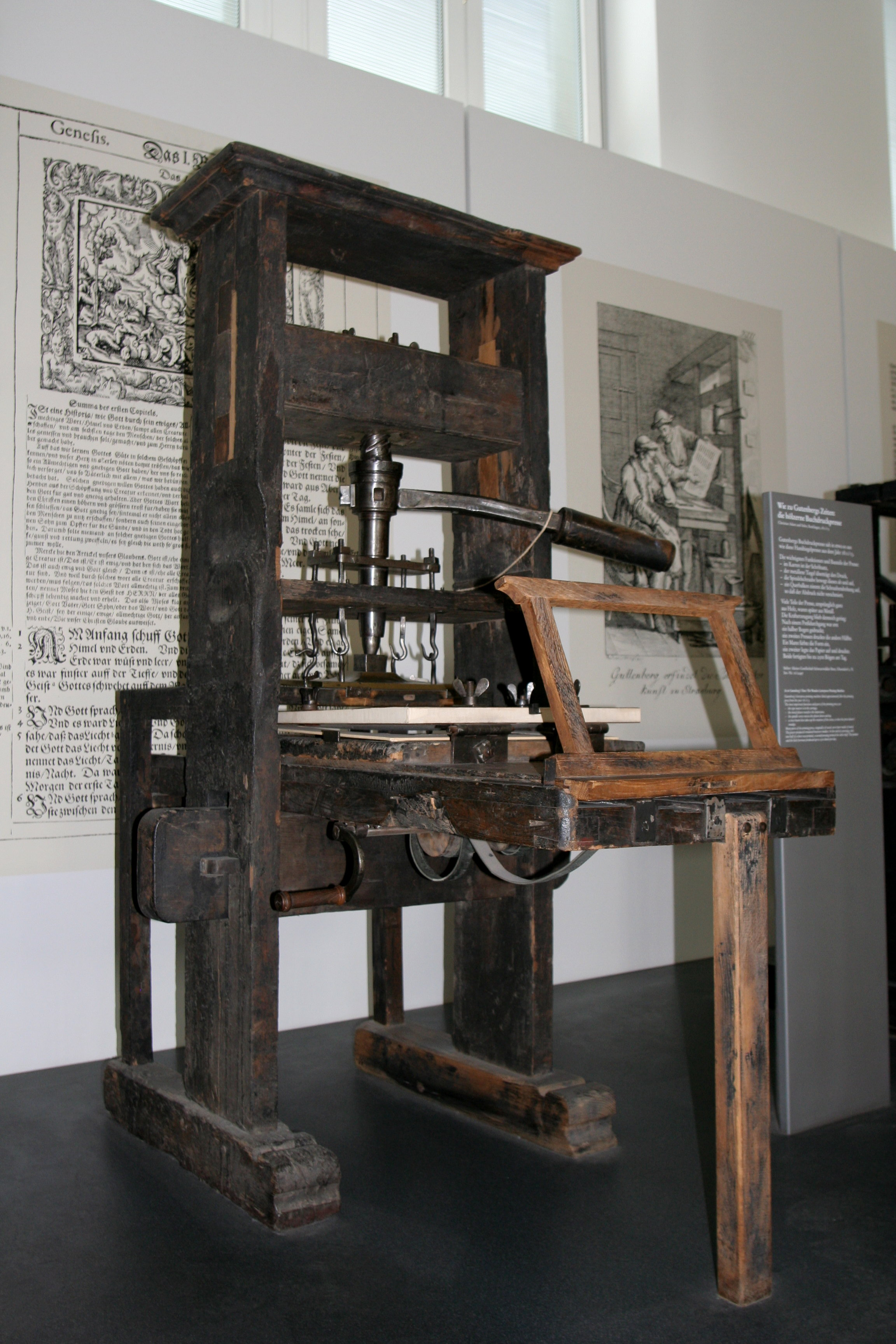
Ruční tiskařský lis (1811)

Z hlediska mechaniky tiskových strojů se rozlišuje nespojitý či archový tisk jednotlivých listů a spojitý kotoučový tisk, při němž se tiskne na „nekonečný“ pás papíru nebo jiného materiálu. Zatímco archové stroje mají jednodušší konstrukci, hlavní výhoda rotačního (kotoučového) tisku je v daleko větší rychlosti tisku.
Z hlediska vyvozování potřebného tlaku můžeme rozlišit tiskařské stroje, kde se tlak vyvozuje přímočarým pohybem (šroubem, pákou), a stroje, které tlak vyvozují mezi dvěma válci. Vedle rotaček sem patří také satynýrky, užívané pro umělecké hlubotisky (mědirytiny, lepty, suché jehly).